# Kapital
Kapital is een Japans kledingmerk dat bekend staat om zijn ambachtelijke denim, opvallende patchwork, en unieke combinatie van traditionele Japanse technieken met Amerikaanse vintage-invloeden. Het merk werd eind jaren 1980 opgericht door Toshikiyo Hirata in Kojima, een regio in de prefectuur Okayama die wereldwijd bekendstaat als het denimcentrum van Japan.

## Geschiedenis
Kapital werd opgericht door Toshikiyo Hirata, een voormalig karateleraar die tijdens een bezoek aan de Verenigde Staten gefascineerd raakte door Amerikaanse workwear en vintage kleding. Na zijn terugkeer begon hij in Kojima met het maken van hoogwaardige denimkleding, waarbij hij gebruik maakte van lokale vakkennis en eeuwenoude technieken zoals indigoverven.
In de vroege jaren 2000 voegde zijn zoon, Kiro Hirata, zich bij het bedrijf. Kiro had ervaring opgedaan in de mode-industrie in Tokio en het buitenland, en bracht een meer artistieke en eclectische benadering mee. Onder zijn creatieve leiding groeide Kapital uit tot een cultmerk dat bekendstaat om zijn gedurfde ontwerpen, grafische elementen en diepe aandacht voor ambacht.
Hirata overleed in april 2024, op hoge leeftijd. Zijn zoon Kiro Hirata, die in 2002 bij het bedrijf kwam na een studie in het buitenland, blijft aan als creative director en stuurt de artistieke koers van het merk.

### Overname door L Catterton
In 2024 verwierf L Catterton, een private equity‑firma ondersteund door het Franse luxekonglomeraat LVMH, een meerderheidsbelang in Kapital. De transactie werd vooraf aangekondigd aan het 40‑jarig jubileum van Kapital in 2025 en kort na het overlijden van oprichter Hirata.

## Stijl en ontwerp
Kapital staat bekend om zijn onderscheidende stijl, waarin Japanse esthetiek, heritage workwear en experimentele mode samenkomen. Terugkerende elementen zijn onder andere:
- Boro (traditionele Japanse hersteltechniek met patchwork)
- Sashiko (versterkende borduurtechniek)
- Indigo en natuurlijke verfmethoden
- Excentrieke details zoals smiley's, skeletten, en asymmetrie
- Bewuste imperfectie, geïnspireerd op het Japanse concept wabi-sabi

De collecties van Kapital variëren van ingetogen tot uitgesproken expressief, en zijn vaak opgebouwd rond culturele thema’s, ambacht en onverwachte materiaalcombinaties.